# Linachtalsperre
Die Linachtalsperre im Gebiet der Kleinstadt Vöhrenbach im baden-württembergischen Schwarzwald-Baar-Kreis ist eine 25 Meter hohe und 143 Meter lange Talsperre aus Beton, die als Pfeilerstaumauer errichtet wurde. Sie ist die einzige Gewölbereihenstaumauer in Deutschland und steht unter Denkmalschutz. Aus Kostengründen wurde diese materialsparende Bauweise gewählt. Weitere Beispiele für das Konstruktionsprinzip einer solchen Staumauer in „aufgelöster Bauweise“ gibt es unter anderem in Belgien, Italien, Frankreich, der Schweiz und in den USA. In Deutschland gibt es nur noch eine andere Pfeilerstaumauer: die Oleftalsperre, die allerdings in Pfeilerzellenbauweise gebaut wurde, ein etwas anderes Konstruktions-Prinzip als bei der Linachtalsperre.

## Geschichte

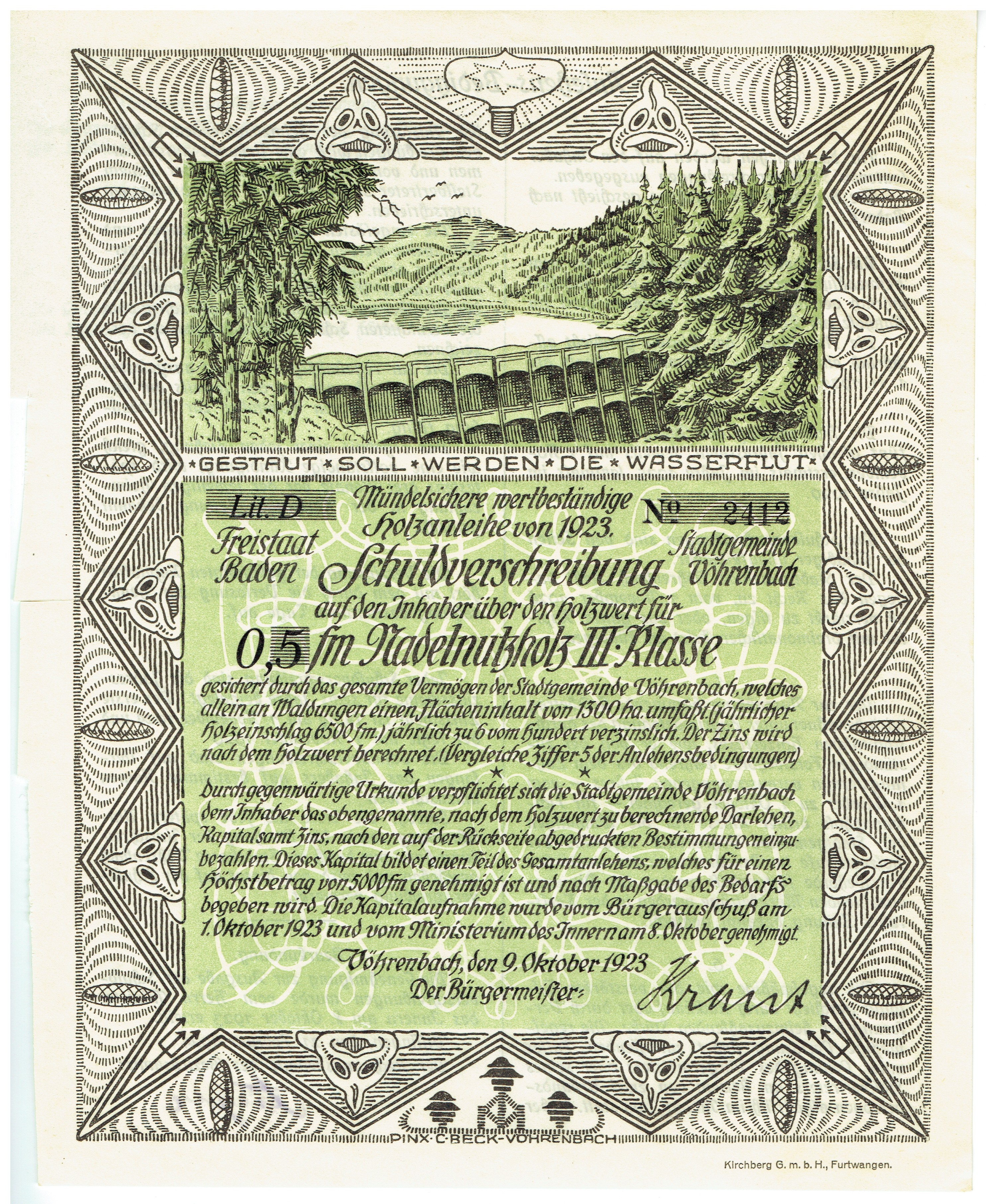
Sachwert-Anleihe der Stadtgemeinde Vöhrenbach zur Finanzierung der Linachtalsperre während der Hyperinflation 1923

Erbaut wurde die Talsperre zur Stromgewinnung mittels Wasserkraftwerk im Tal der Linach, einem Nebenfluss der Breg, von 1922 bis 1925 durch die Stadt Vöhrenbach unter Bürgermeister Karl Kraut. Entworfen wurde sie durch den Bauingenieur Karl Kammüller. 1969 wurde der Kraftwerksbetrieb eingestellt. Ausschlaggebend dafür war eine Zahlung des regionalen Energieversorger-Unternehmens in Höhe von 300.000 DM. Statt auf die Eigenversorgung setzte man damals auf langjährige Lieferverträge mit diesem Fremdversorger. Die Ablösesumme rechnete sich daher für beide Seiten. Da man die Kosten eines Abrisses scheute, blieb die Anlage erhalten. 1988 wurde aus Sicherheitsgründen das Wasser abgelassen. Seitdem diente das Tal vorwiegend als Naherholungsgebiet. Nach einer Sanierung wurde 2007 das Wasser wieder aufgestaut.

## Sperrbauwerk

### Sperrmauer
Die 13 bogenförmigen Tonnengewölbe der Linachtalsperre wurden zur Talseite hin mit 12 Wandscheiben stabilisiert. Die Grundfläche eines Gewölbes mit zwei Wandscheiben bildet ein U.
Gewölbe und Wandscheiben wurden auf Fundamenten errichtet, die auf den im Linachtal anstehenden Felsen gegründet sind. Die 13 Gewölbebauwerke werden durch Riegel und Versteifungsstreben stabilisiert. Auf dem obersten Sperrenabschnitt wurde die Mauerkrone mit einem Fußweg versehen, der bei der Sanierung neu gebaut wurde.

### Bauweise
Die Gewölbe wurden in mehreren Abschnitten aus Stahlbeton gegossen und anschließend auf der Wasserseite mit hochwertigem Spritzbeton überzogen. Jeder der Abschnitte wurde horizontal von Talseite zu Talseite auf die gleiche Endhöhe gebaut und war oben mit heute noch sichtbaren Verzahnungen versehen. Durch dieses Vorgehen war bereits früh ein Teileinstau auf die fertiggestellte Höhe möglich. Dieser Einstau wurde zur Stromerzeugung genutzt und trug schon während der Bauzeit zur Finanzierung der Sperre bei.

### Abdichtung
Nach Vollendung eines Abschnittes wurde darüber die nächste Verschalung errichtet und ein weiterer Abschnitt betoniert. Die Verzahnungen verbinden die Abschnitte formschlüssig. Allerdings war es mit den damals bekannten Methoden nicht möglich, die Übergangsfugen zwischen den Abschnitten vollständig abzudichten. Aus diesem Grund wurde die Wasserseite zweifach mit Inertol beschichtet. Da auch die Inertolbeschichtung Undichtigkeiten aufwies, wurde sie bei der Sanierung durch eine dreilagige Geomembran ersetzt.

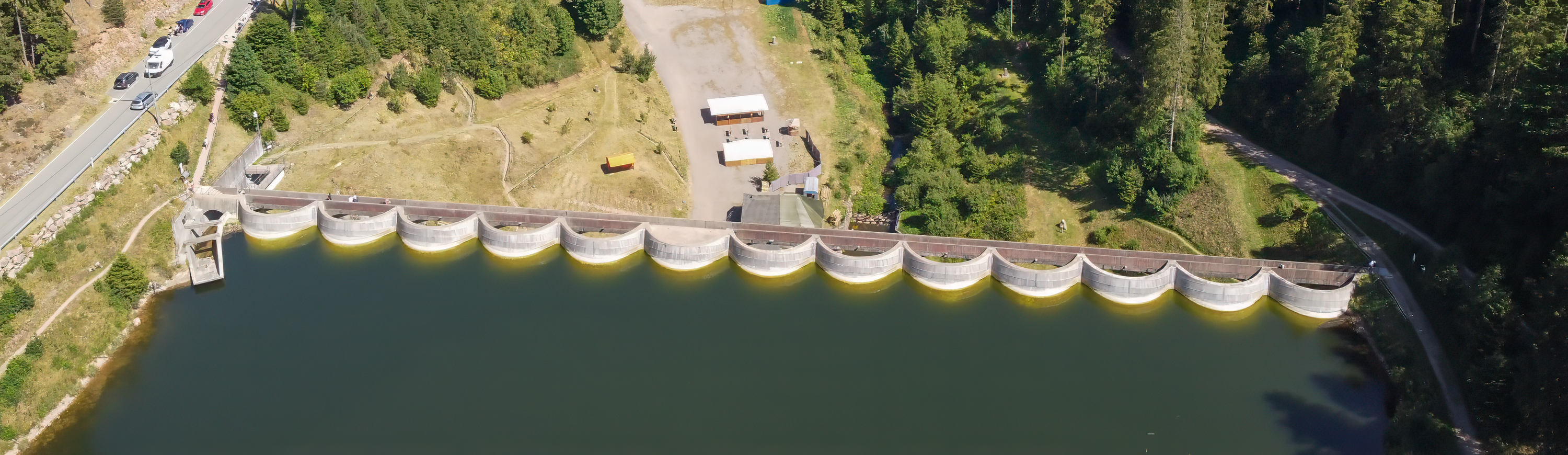
Talsperre mit Fußweg
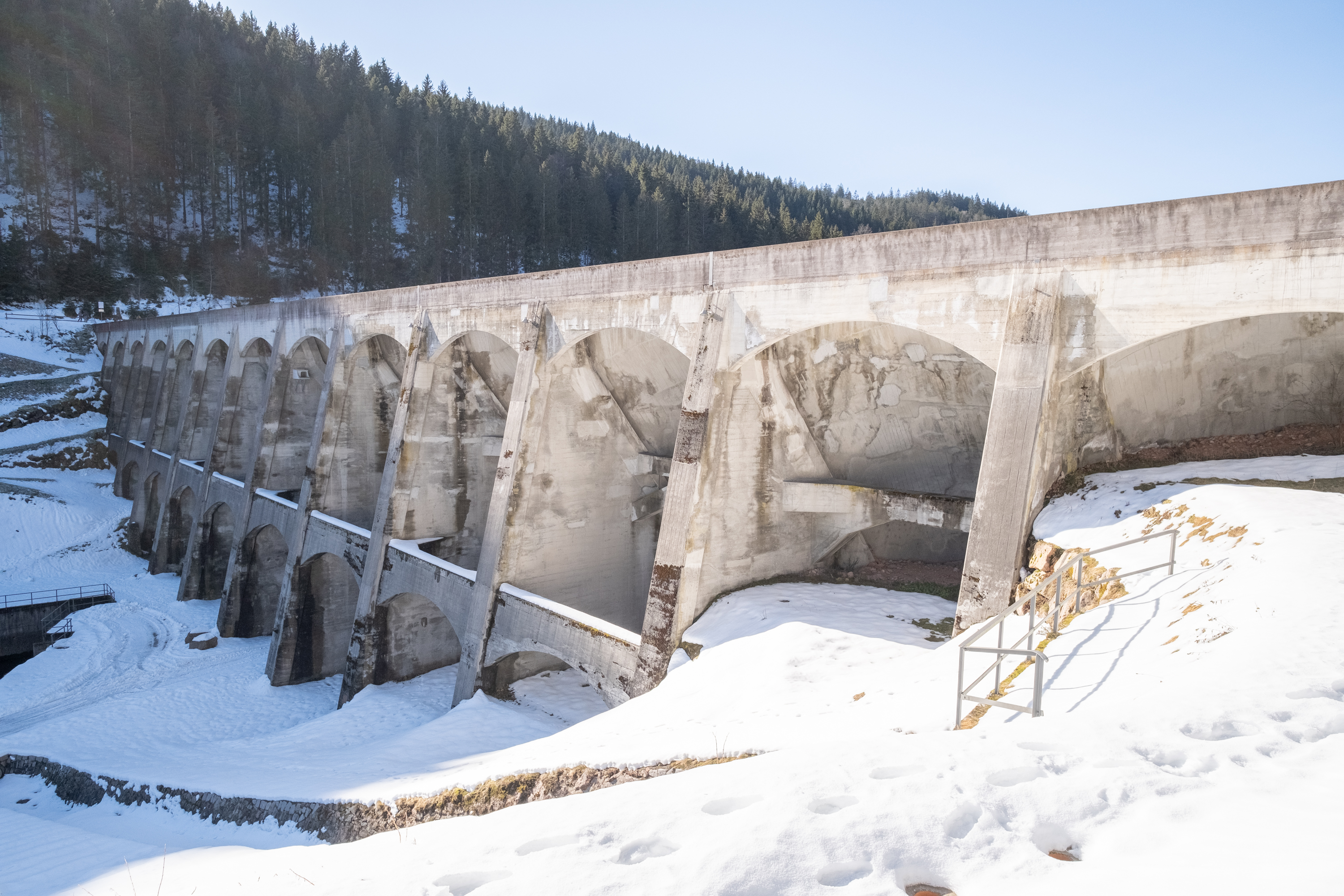
Gewölbe mit Riegel und Streben
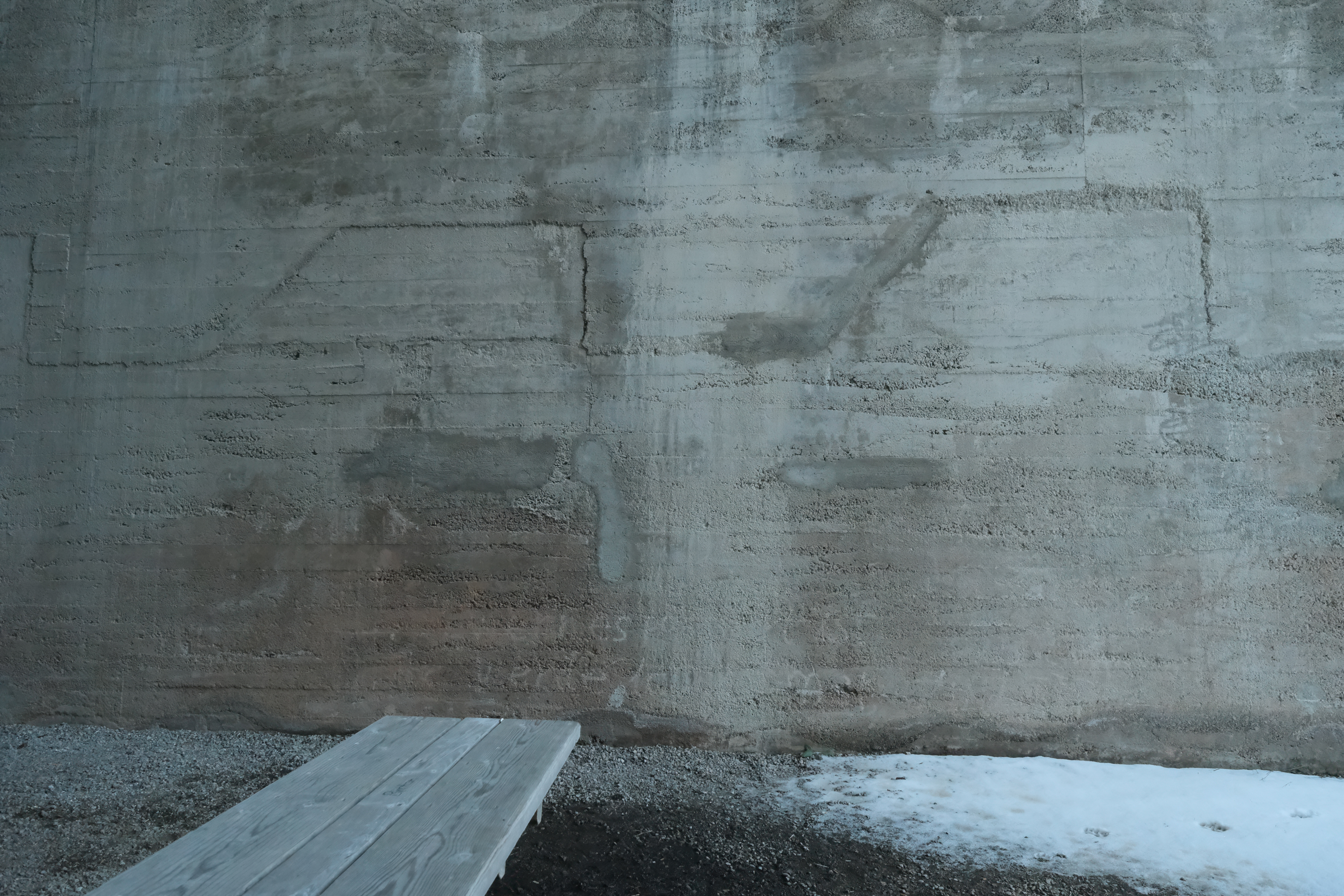
Verzahnung
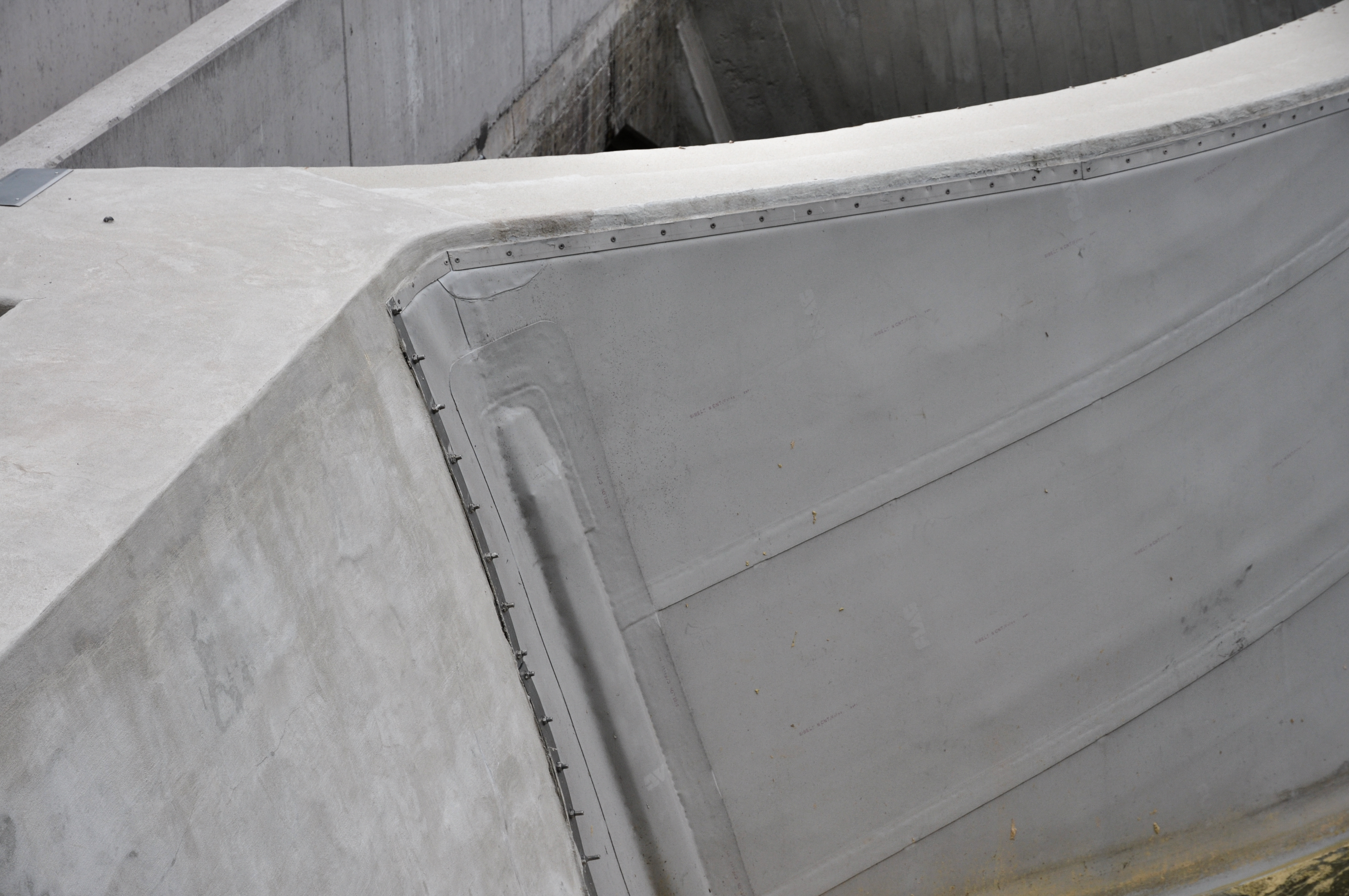
Geomembran

## Bauwerksüberwachung
Auf Wasserbauwerke wie Staudämme wirken bei Einstau sehr große Kräfte.
Bei der Linachtalsperre wurde dies durch eine entsprechende Konstruktion des Dammes, auf dem anstehenden Fels gegründete Fundamente, eine im Vergleich zu massiven Talsperren kleine Fundamentfläche, die einen geringeren Sohlwasserdruck zur Folge hat, und weitere Maßnahmen berücksichtigt. Dabei wurde nicht nur das Sperrbauwerk betrachtet, sondern auch der Untergrund. Besonders im Wasserbau müssen Grund- und Kluftwässer, die unter und neben der Sperre auftreten und die  Tragfähigkeit des Untergrundes vermindern könnten, minimiert werden. Dies wurde auch mit einer entsprechend ausgeführten Herdmauer erreicht.
Damit die Wirksamkeit dieser Maßnahmen kontrolliert werden kann, wurden im Sperrbauwerk Vermessungsbolzen eingelassen. Die Bolzen wurden bei der Sanierung erneuert und zum Teil mit Zielmarken versehen. Weiter wurden im Umfeld der Sperre feste Vermessungspunkte, meist in Form von Pfeilern, errichtet.
Damit ist es möglich, das Bauwerk durch regelmäßige trigonometrische Vermessungen auf mögliche Veränderungen hin zu überwachen.
- Vermessungsbolzen und Signalmarke

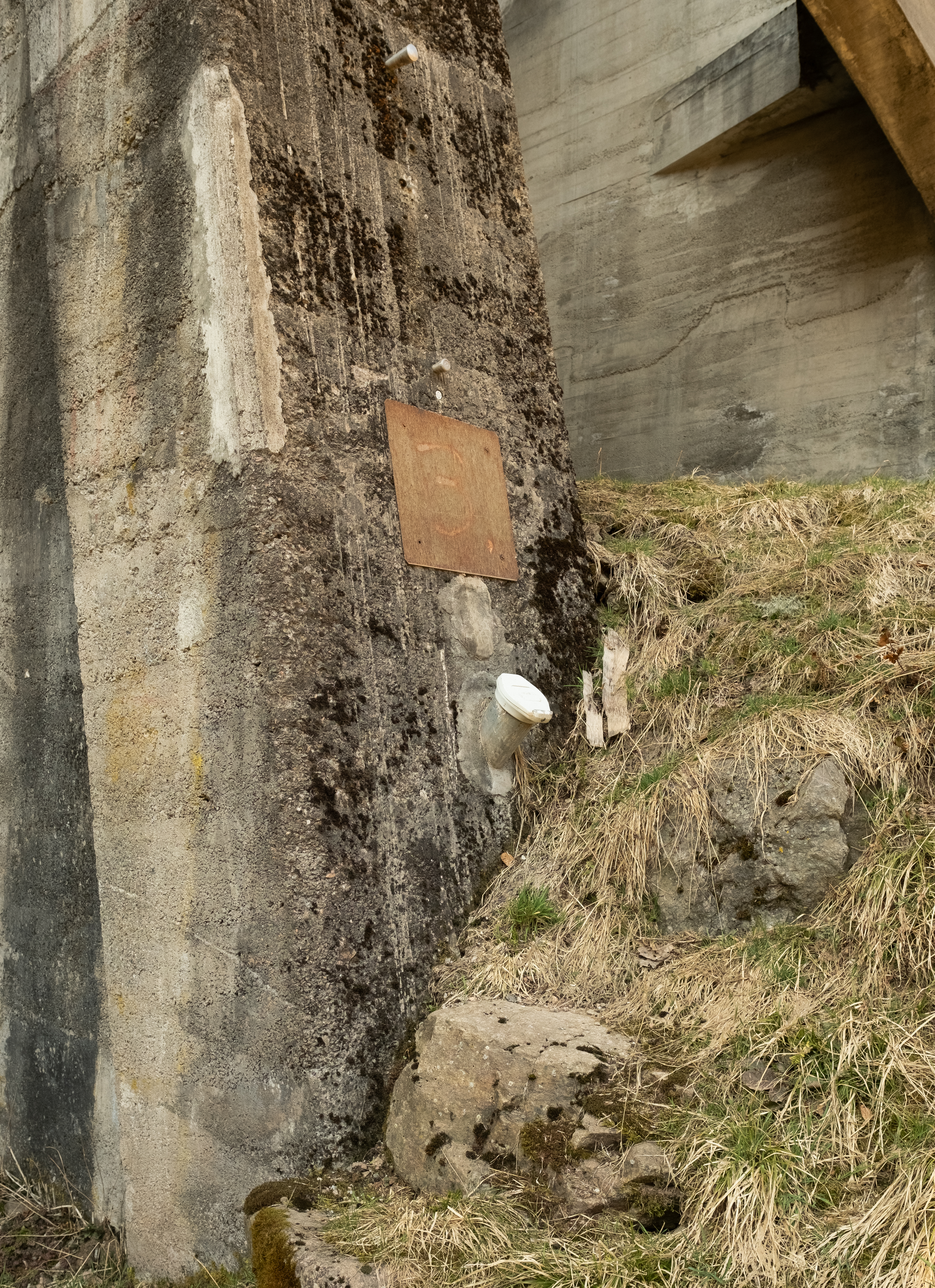
Vermessungsbolzen und Signalmarke
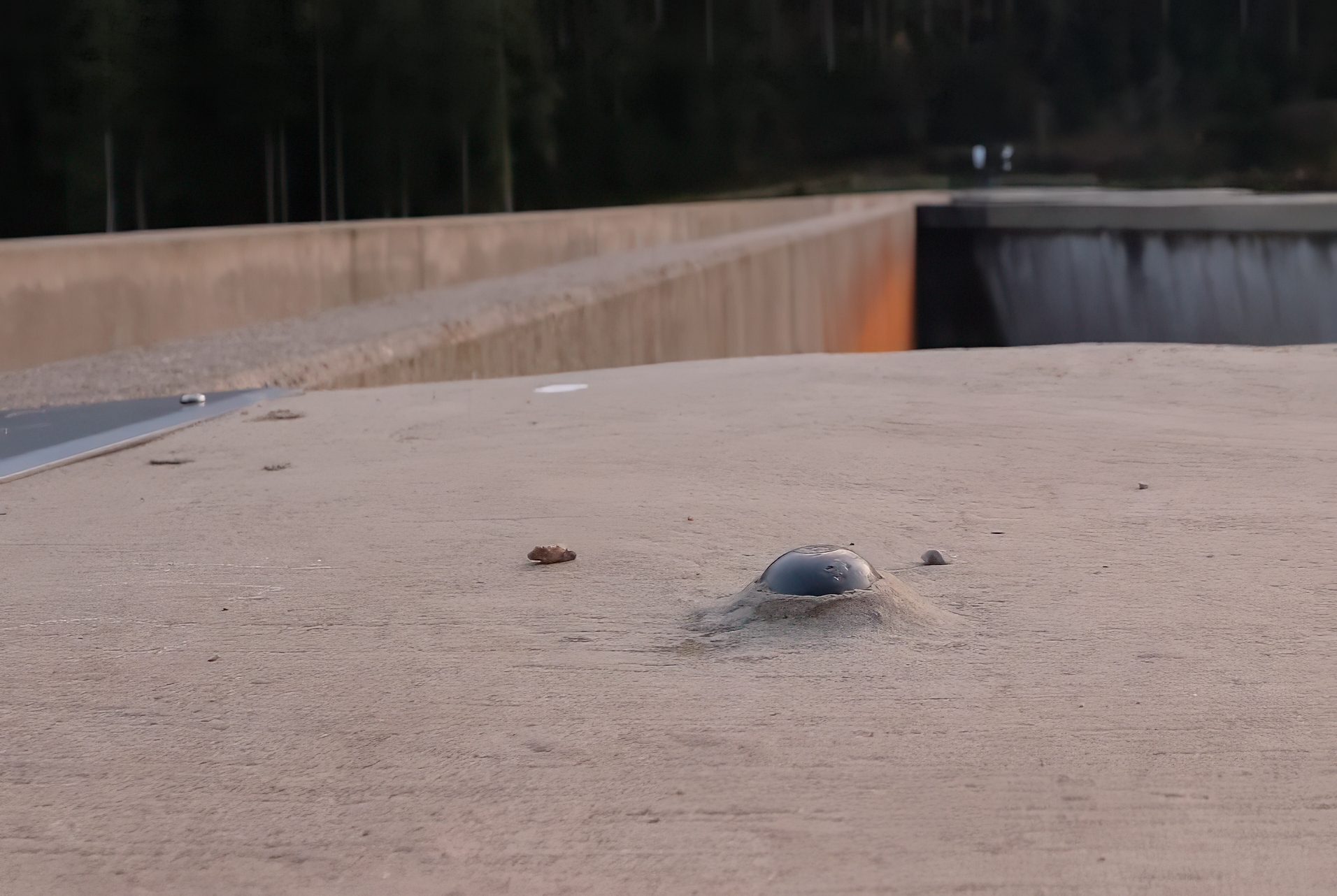
Vermessungsbolzen auf einem Gewölbe
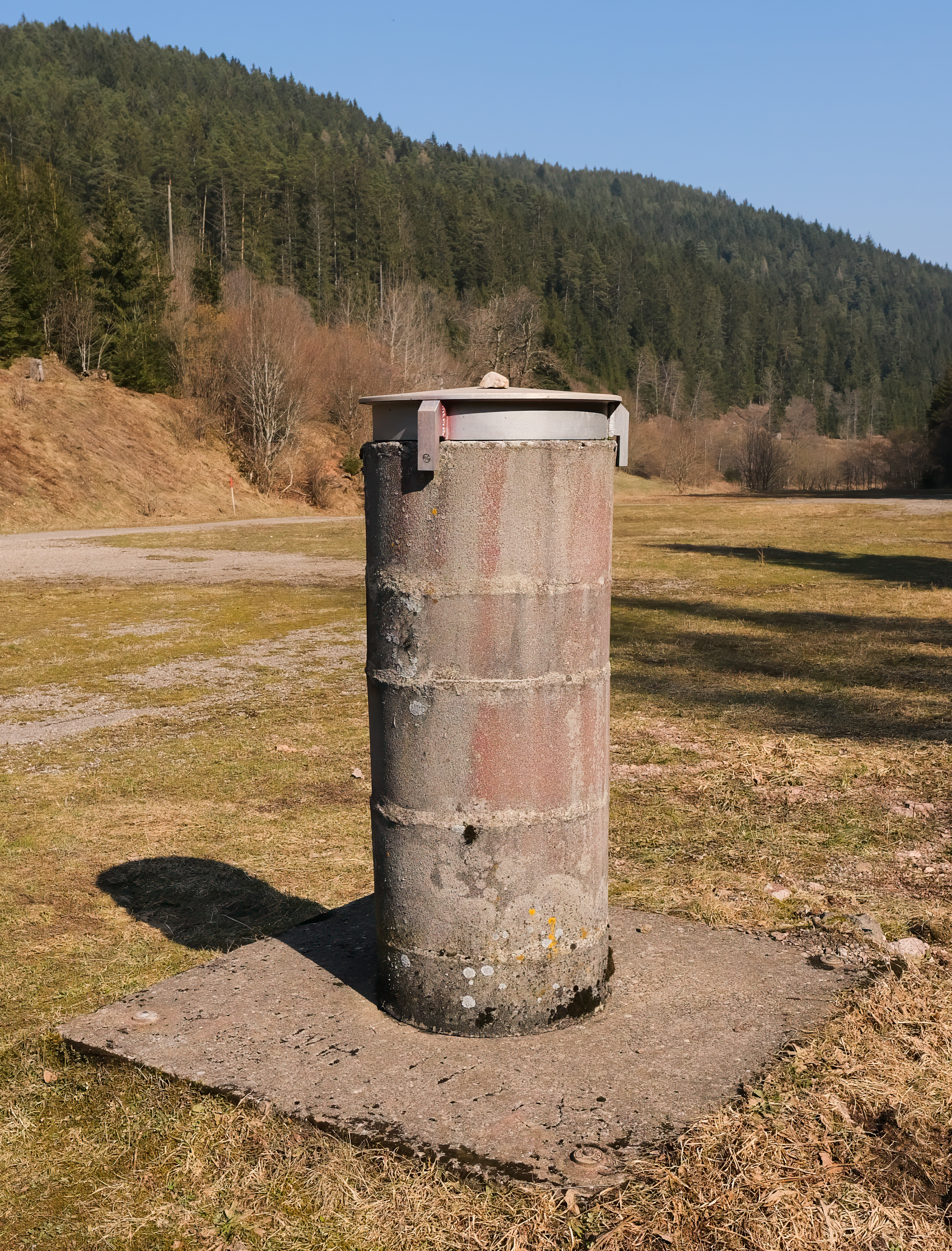
Vermessungspunkt
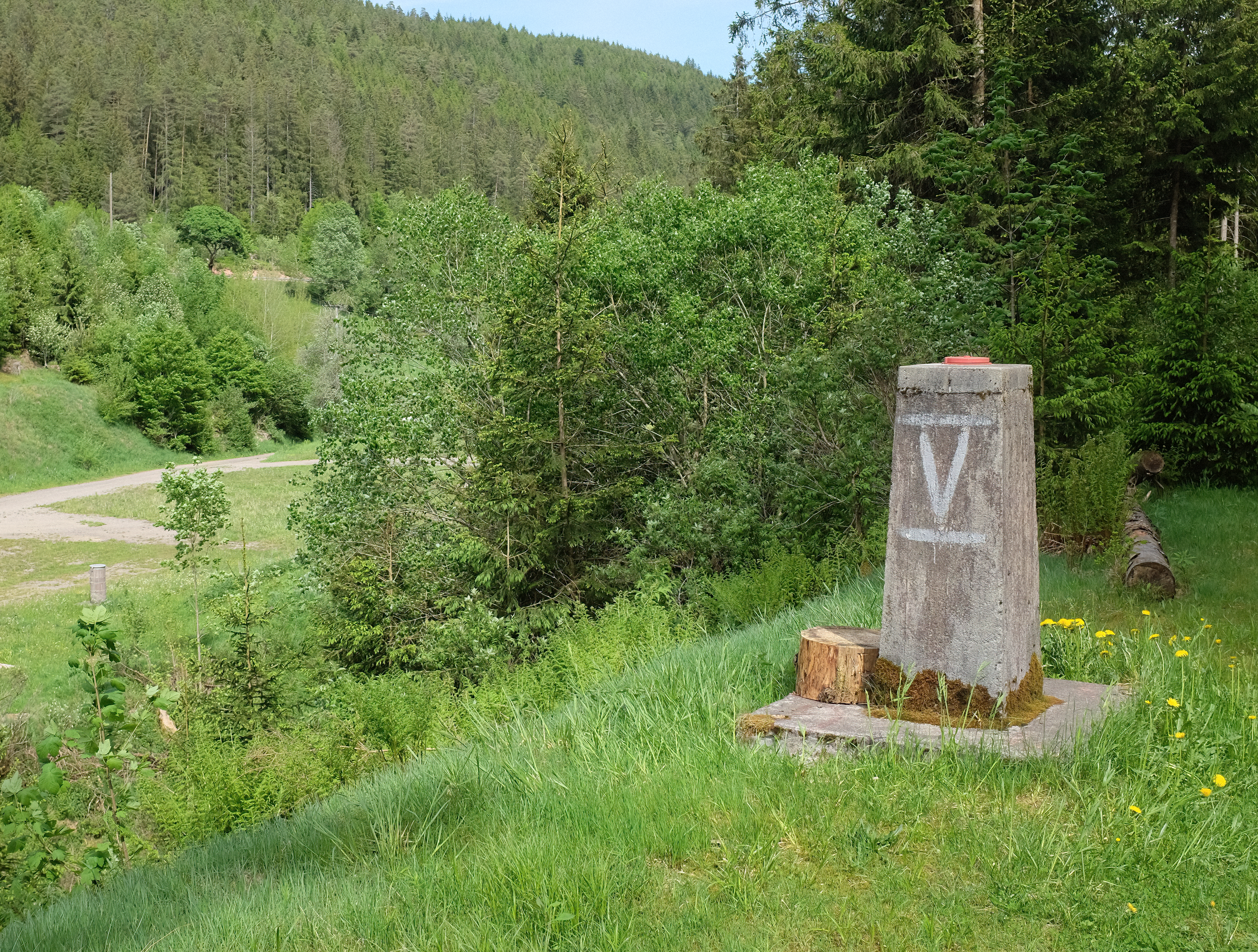
Vermessungspunkt

- Vermessungspunkt
- Vermessungspunkt

## Überlauf
An der nördlichen Seite der Sperre wurde ein trogförmiger Notüberlauf betoniert, der bei Hochwasser ein Überlaufen der Sperre verhindern sollte. Er ist heute noch grundsätzlich funktionsfähig, aber weder notwendig, noch in das Gesamtkonzept eingebunden.
Der Wasserstand der Sperre wurde ursprünglich nur mit einem Ablassbauwerk an der Seesohle reguliert. Während der Sanierung wurde zusätzlich ein leistungsfähiger Grundablass errichtet. Beide Anlagen sind so ausgelegt, dass ein Überlaufen der Sperre auch bei außergewöhnlich hohem Wasseranfall ausgeschlossen ist.

## Mindestablauf und Tosbecken
Über einen wenige Meter unter der Mauerkrone liegenden Einlauf wird dauerhaft eine Mindestwassermenge entnommen. Alle Ablassbauwerke münden in ein Tosbecken, welches in die Linach entwässert. Die hier wieder zugeführte Mindestwassermenge stellt dabei sicher, dass der Wasserstand der Linach unterhalb der Sperre die natürlichen Verhältnisse widerspiegelt. Das Tosbecken hat im Hochwasserfall die Aufgabe, die Bewegungsenergie des abgelassenen Wassers zu vermindern.

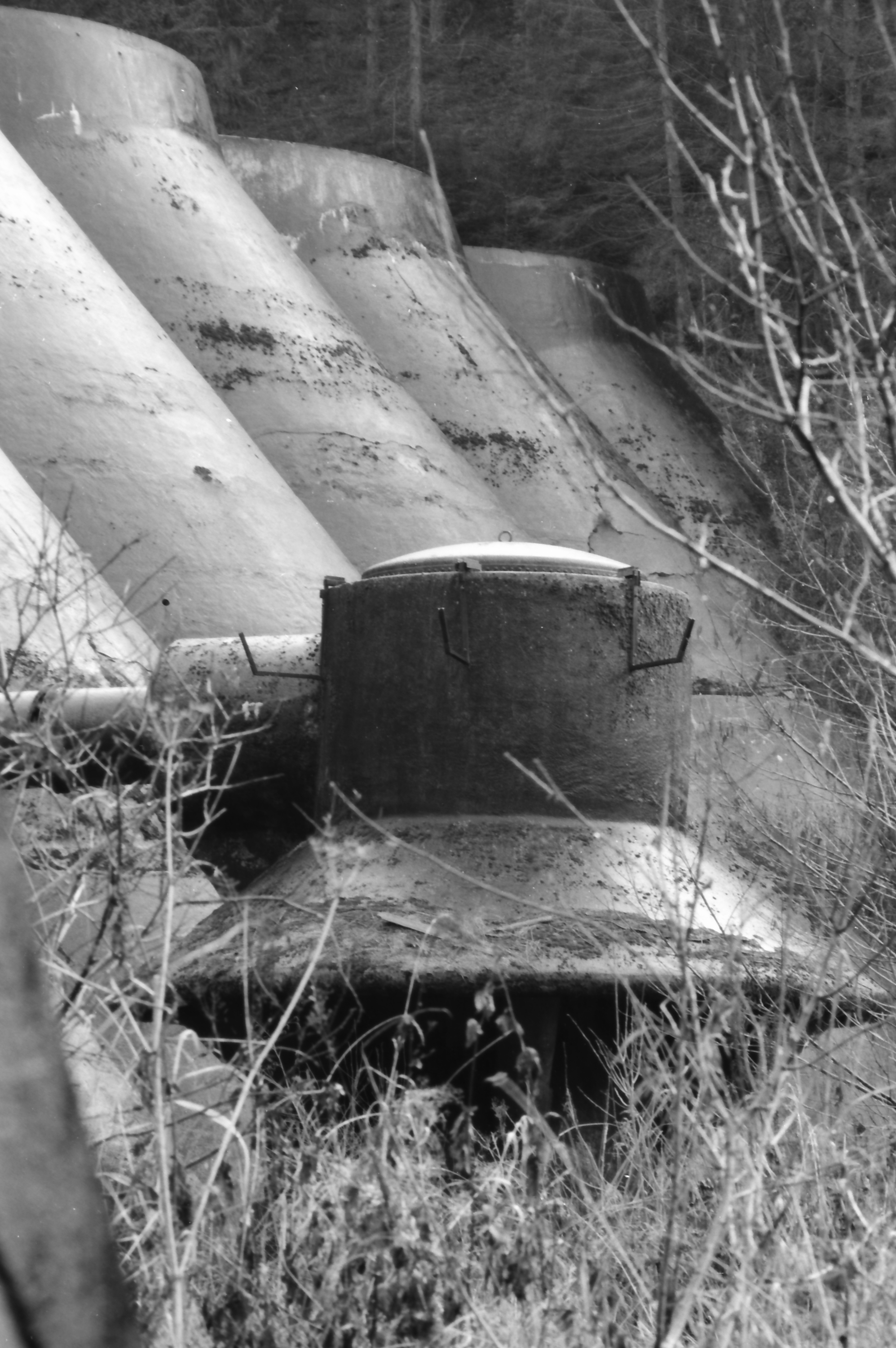
Alter Hochwasserentlastungsturm
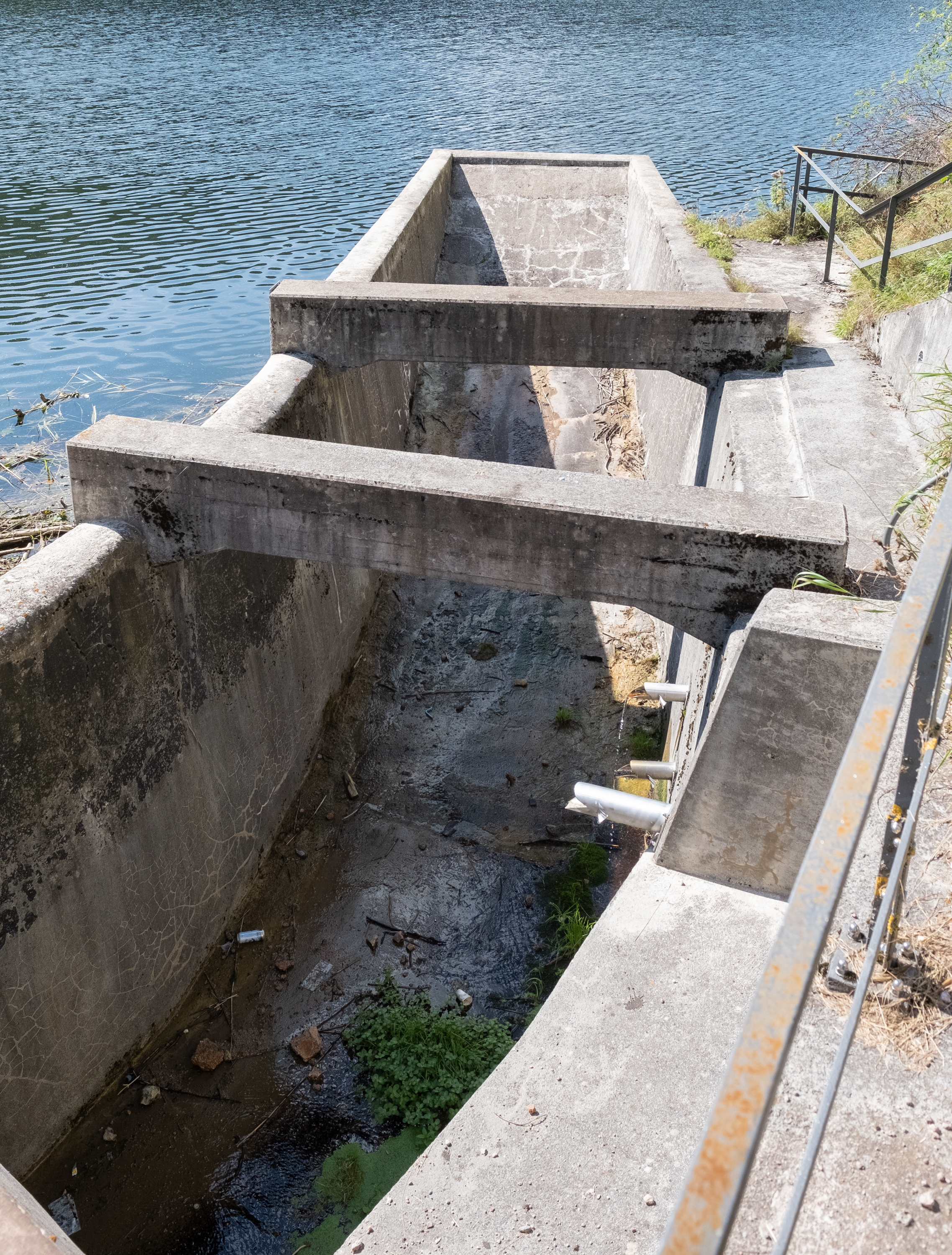
Ursprünglicher Überlauf
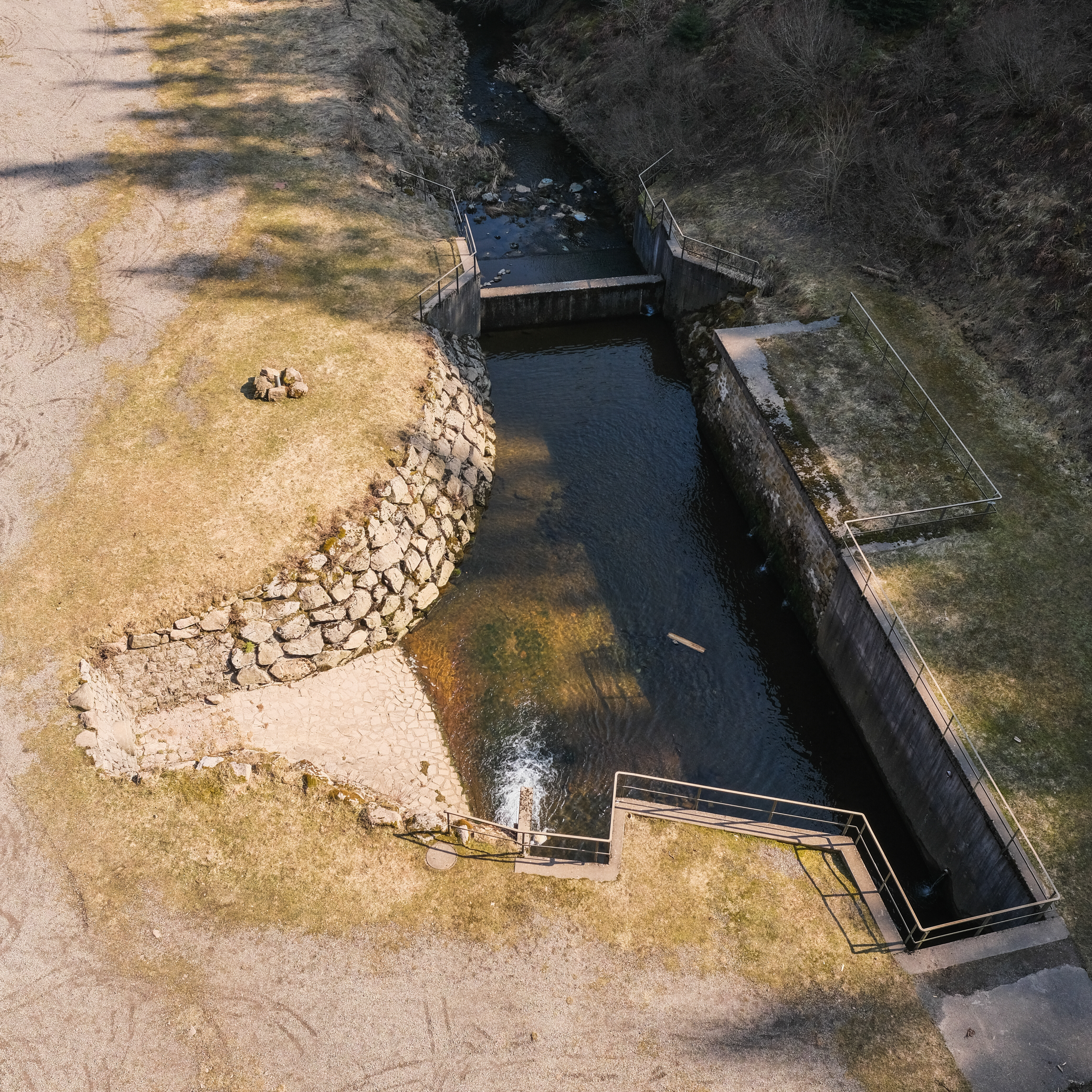
Tosbecken und Mindestwasserablauf

Der Wasserstand im Stausee wird aus Naturschutzgründen auf einer konstanten Höhe gehalten.

## Wasserentnahme und Durchflussmessung

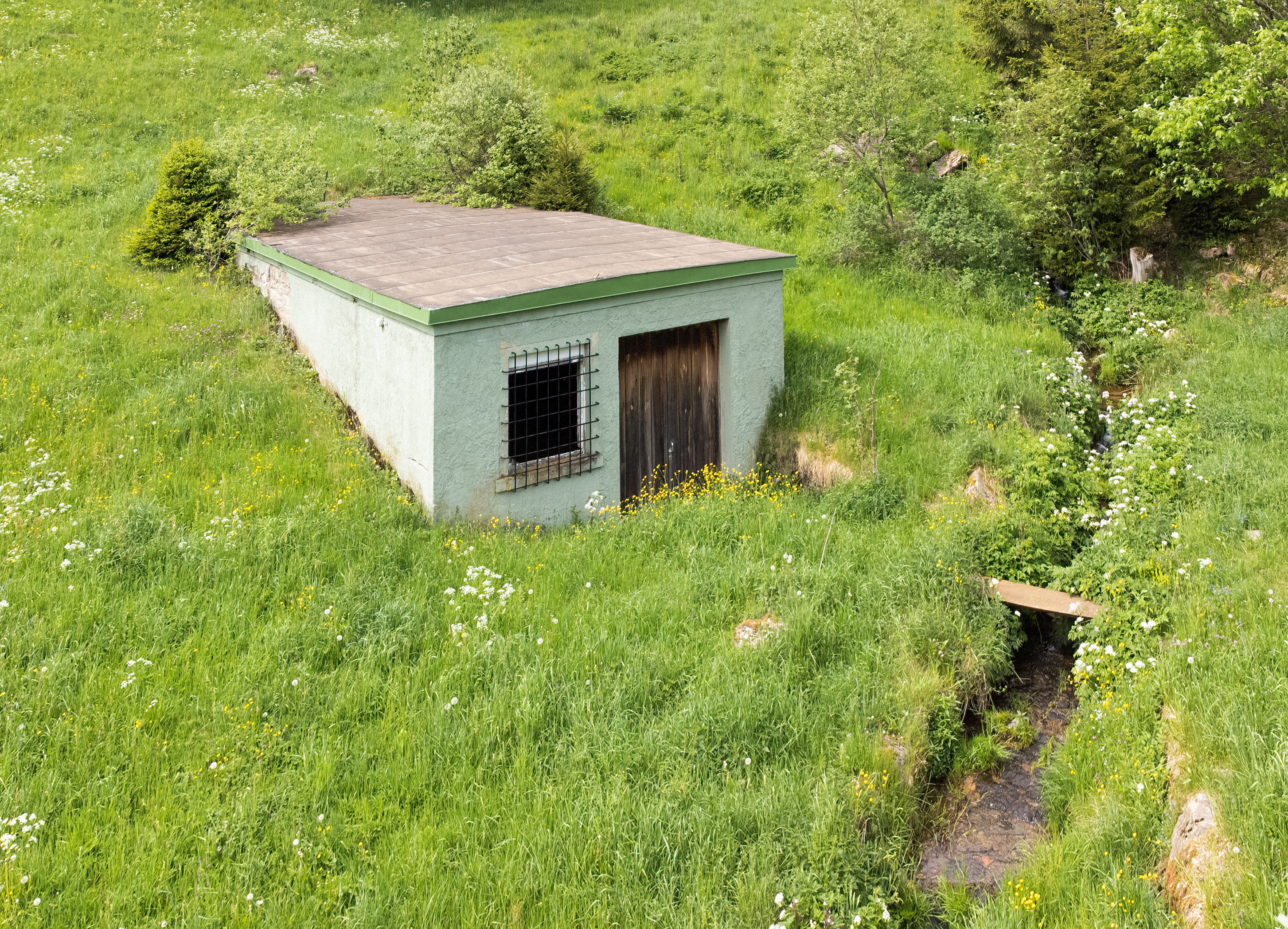
Venturihaus

In der Nähe des alten Notüberlaufs wird das Wasser für den Betrieb des Kraftwerks entnommen. Es fließt durch einen 315 Meter langen Felstunnel in das im Schwanenbachtal gelegene Venturihaus. Der Felstunnel ist etwa mannshoch und im trockenen Zustand begehbar. Im Venturihaus wird die Fließgeschwindigkeit – und damit die Durchflussmenge – ermittelt.
Bei der ursprünglichen Durchflussmessung wurde die Durchflussmenge in einer Venturi-Düse über die Druckdifferenz an einer Querschnittsänderung errechnet und zur Regelung der Turbinen an das Kraftwerk übermittelt.
Im Venturihaus ist eine Rohrbruchklappe montiert, die bei einem plötzlichen Druckverlust in der Hangrohrleitung automatisch schließt.

## Hangrohrleitung
Vom Venturihaus wird das Wasser durch die sogenannte Hangrohrleitung unter der Kreisstraße K 5732 hindurch am Dürrenberg entlang Richtung Kohlbrücke geleitet. Sie hat eine Länge von 1.576 Metern.
Die Hangrohrleitung war ursprünglich aus Holzbohlen gebaut, die mit Beton ummantelt waren. Man versprach sich damals durch die niedrige Reibung zwischen Holzwand und Wasser einen höheren Wirkungsgrad. Die neuartige Bauweise hat sich nicht bewährt, da es nicht gelang, die Hangrohrleitung vollständig abzudichten.
Als die Wasserverluste in den 1950er Jahren immer größer wurden, ließ die Stadt Vöhrenbach 1951 einen ersten Abschnitt durch eine 510 Meter lange Stahlleitung ersetzen. Die Stahlrohre dieser Bauphase wurden verschweißt und können so von den jüngeren Leitungsteilen unterschieden werden.
Da die Schäden an der Holzleitung immer mehr zunahmen, wurde sie 1955 komplett durch eine Stahlleitung ersetzt. Die Rohrabschnitte aus dieser Bauphase sind miteinander verschraubt.
Mittlerweile weist auch die neue Leitung geringfügige Schäden auf, die meist zeitnah behoben werden.

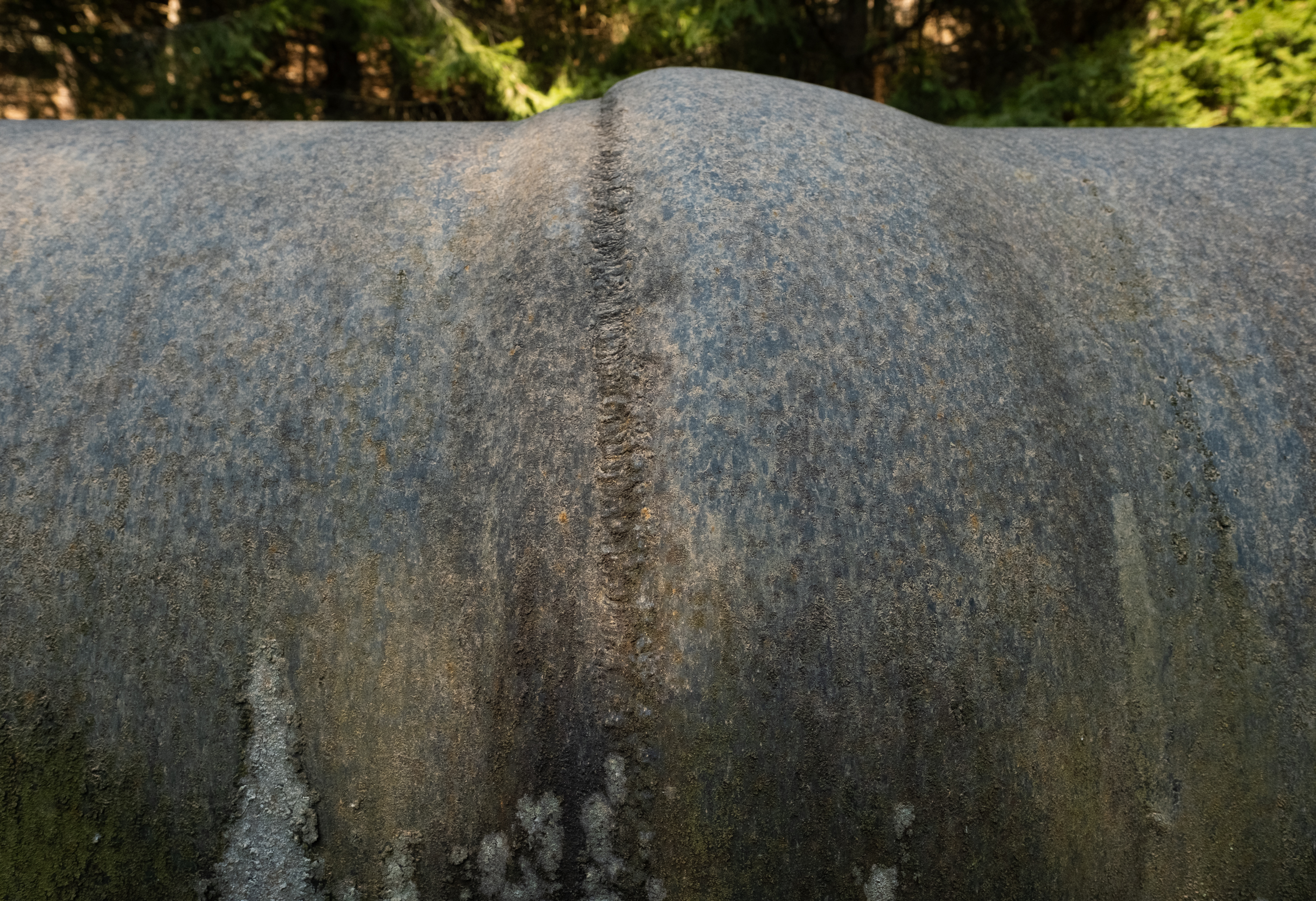
Geschweißter Abschnitt von 1951
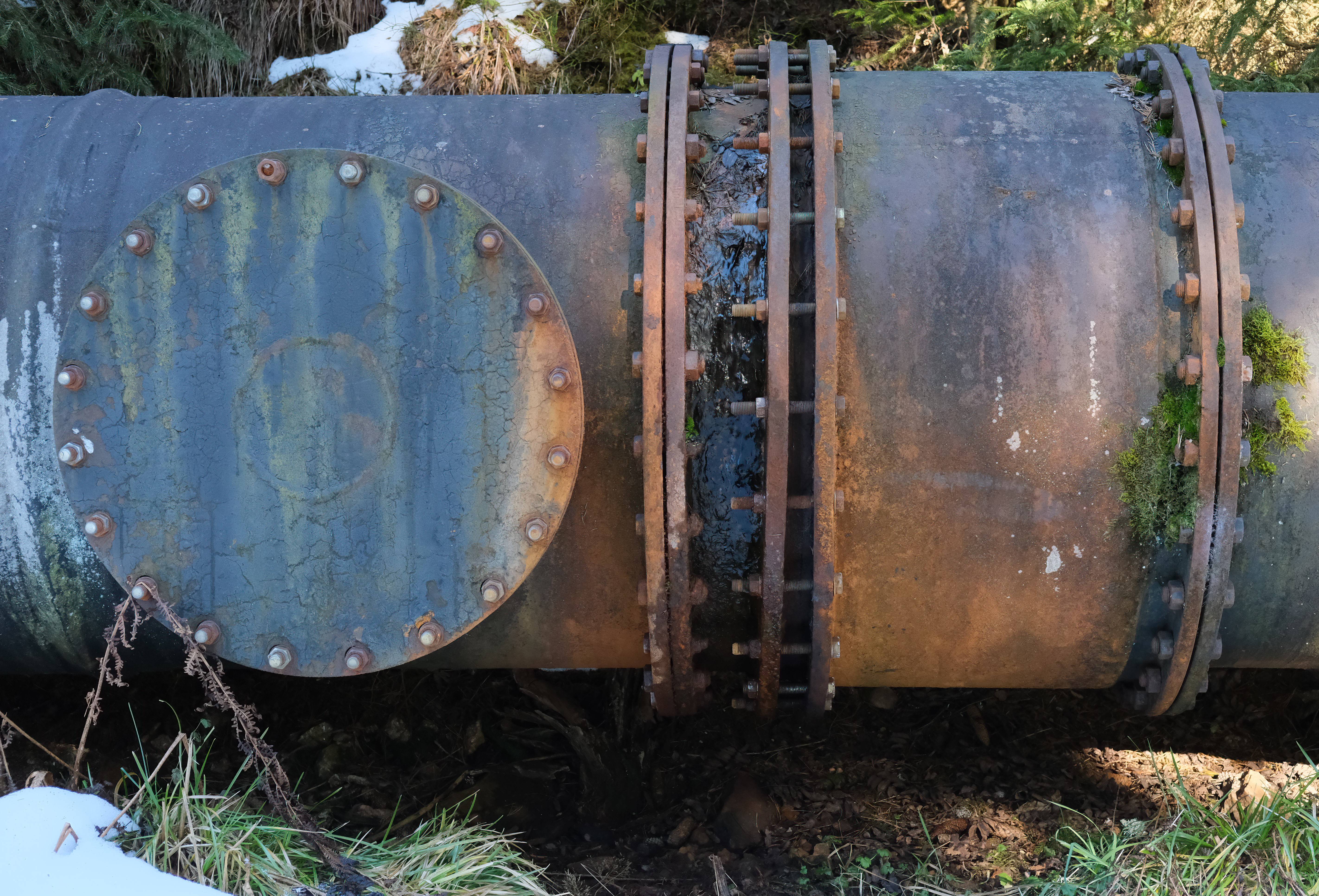
Verschraubter Abschnitt von 1955
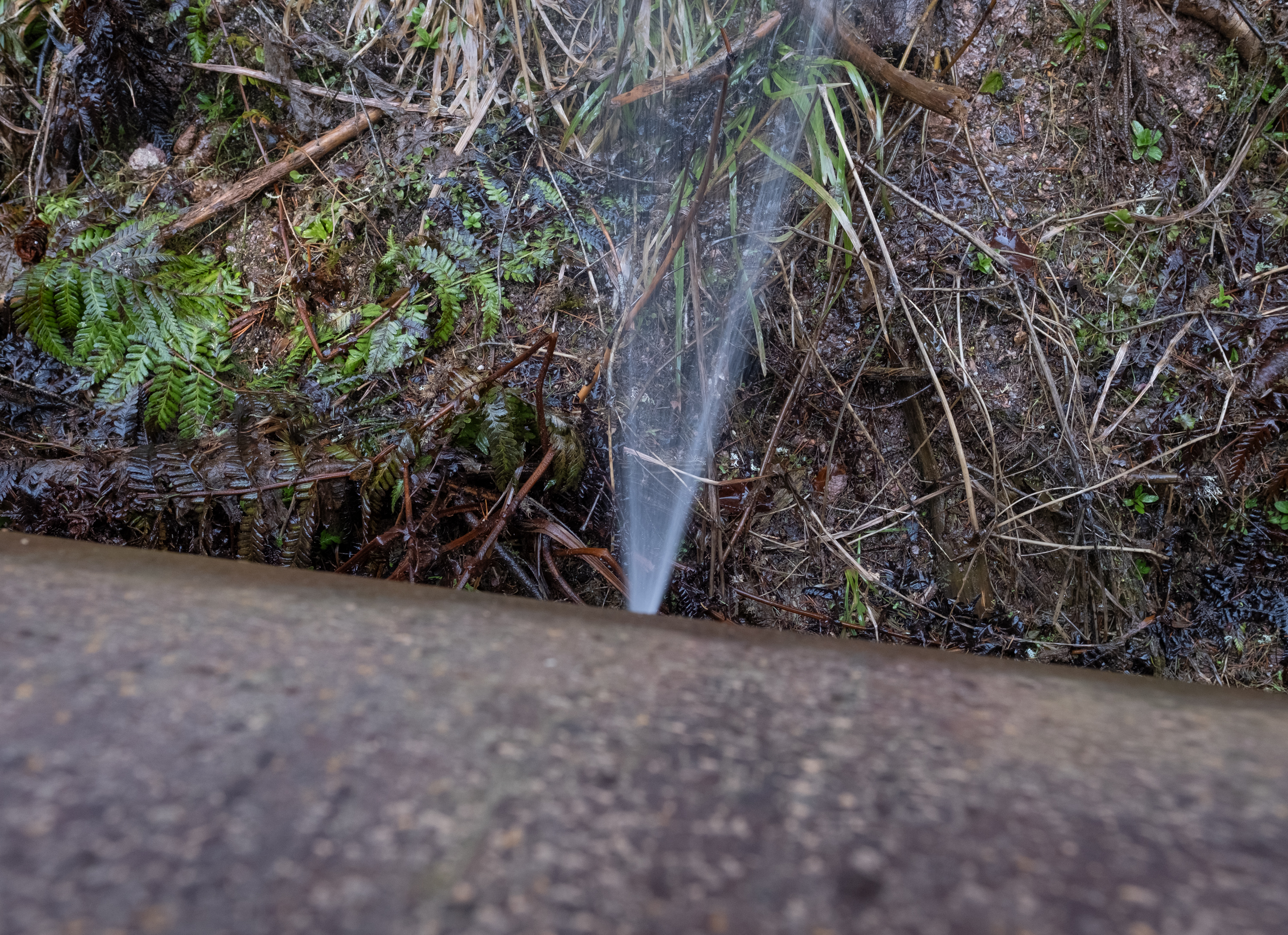
Undichtigkeit, März 2022

## Schieberhaus, Wasserschloss und Fallrohrleitung zum Kraftwerkshaus
Die Hangrohrleitung endet etwa 230 Meter nordwestlich des Kraftwerks im Schieberhaus. Das Schieberhaus wurde errichtet, um den Zulauf zum Kraftwerk bei Bedarf abstellen zu können.
Da es beim Abschiebern von durchflossenen Leitungen durch das Abbremsen des Wassers zu Druckstößen kommt, wurde in der Nähe des Schieberhauses ein Wasserschloss errichtet. Es ist  über eine Leitung mit dem Schieberhaus verbunden. Der oberirdische Teil des Bauwerks ist in der vegetationsarmen Jahreszeit oberhalb des Schieberhauses zu sehen.
Vom Schieberhaus wird das Wasser über eine unterirdische Rohrleitung dem Kraftwerk zugeführt. Diese Fallrohrleitung wurde im Rahmen der Sanierung erneuert. Die Hangrohrleitung wurde möglichst eben verlegt, damit die Fallhöhe vom Schieberhaus zum Kraftwerk – also die Lageenergie, und damit beim Abfluss die Bewegungsenergie des Wassers – möglichst hoch ist. Der Höhenunterschied beträgt etwa 73 Meter.

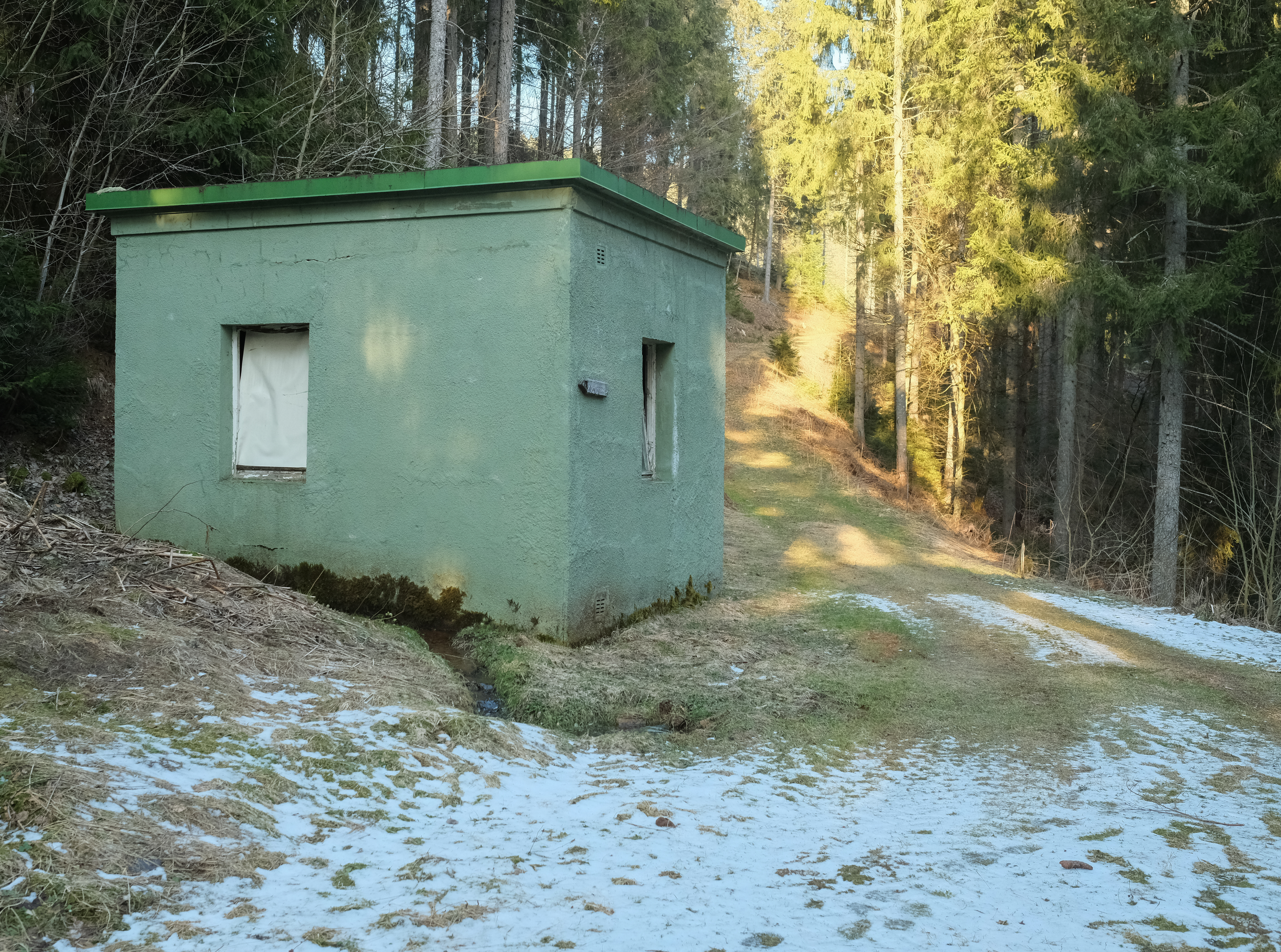
Schieberhaus
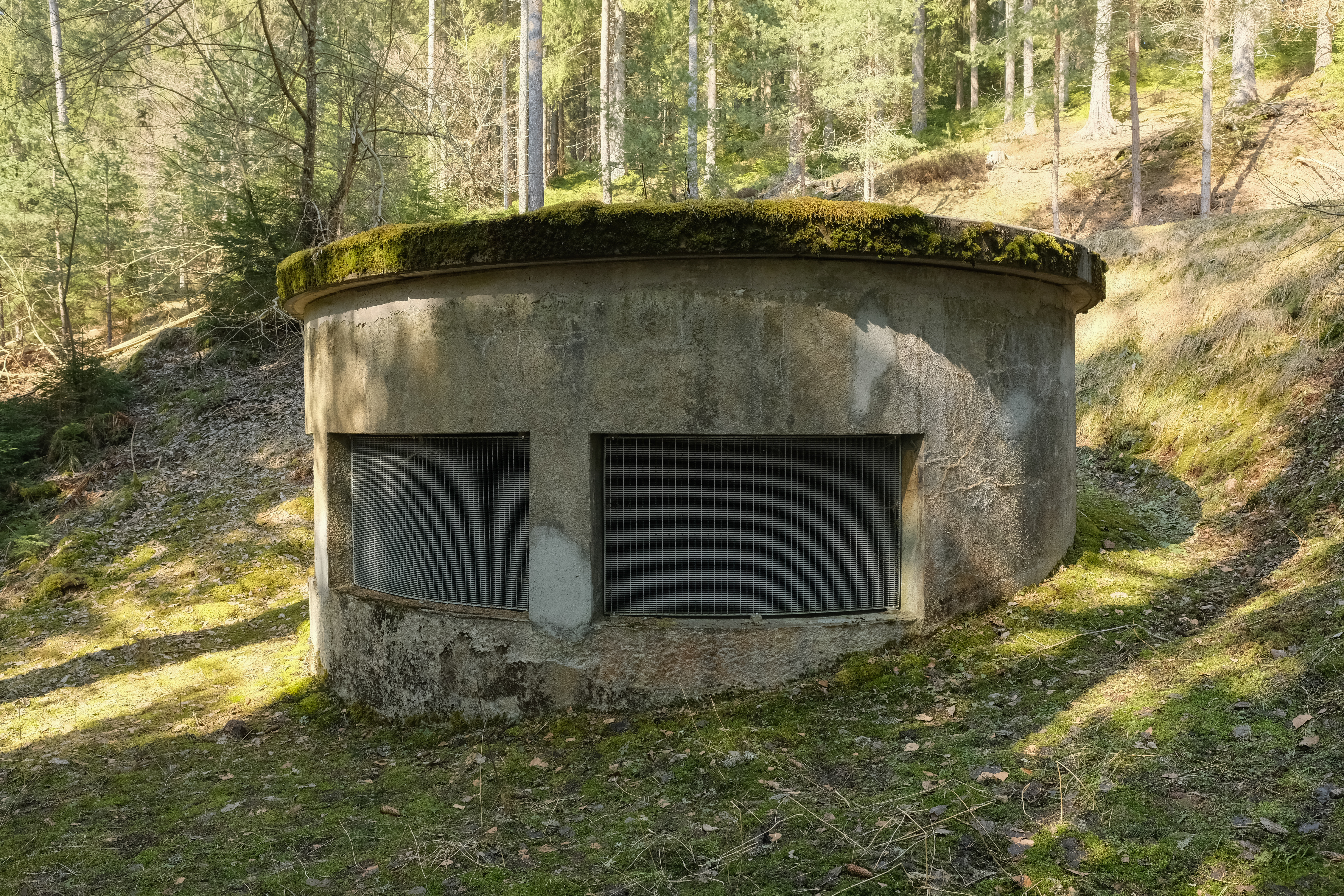
Wasserschloss
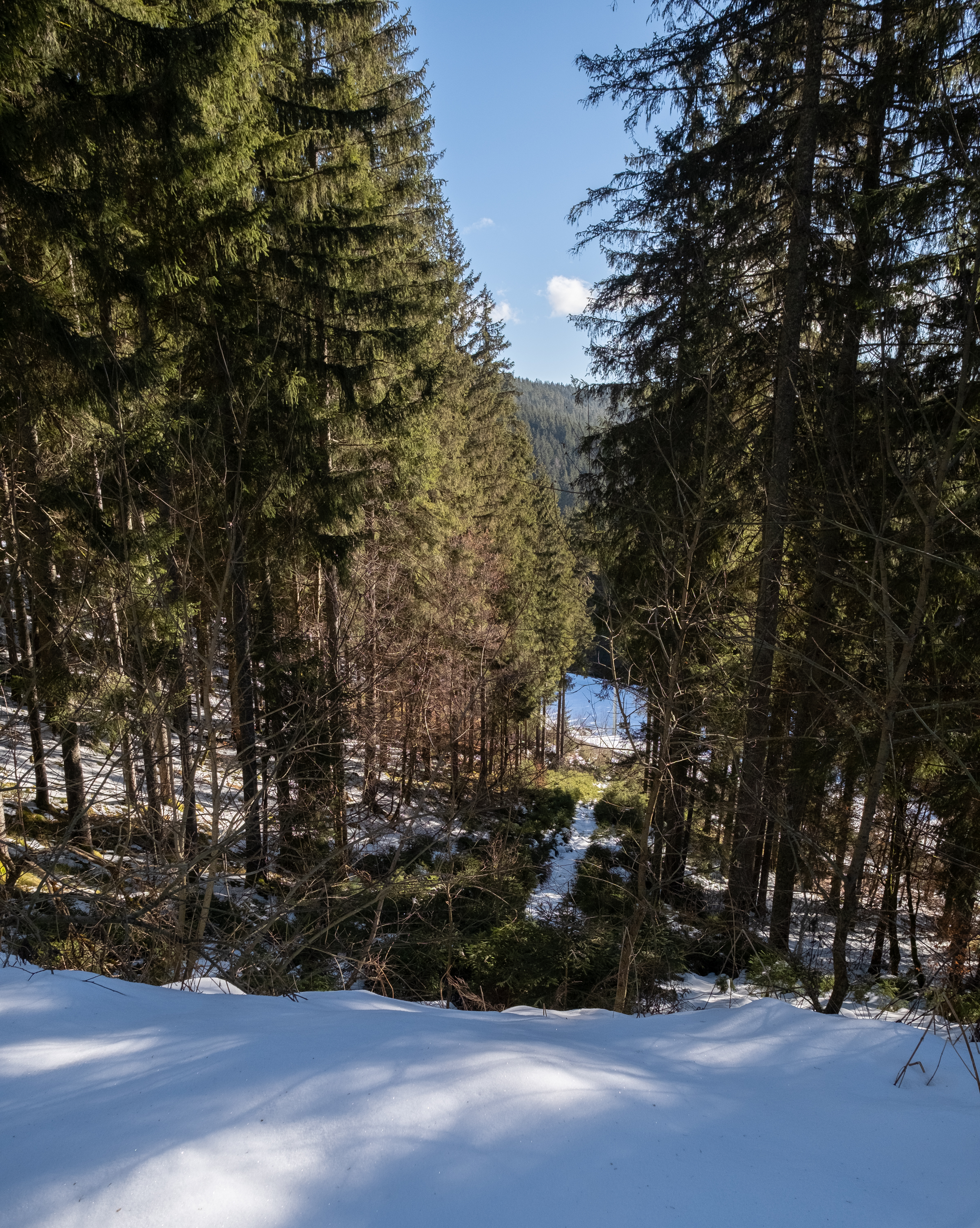
Verlauf der Fallrohrleitung

## Kraftwerkshaus bei der Kohlbrücke und Übergabehaus
Das zur Linachtalsperre gehörende Kraftwerkshaus wurde in den Jahren 1922–1924 in Jugendstil-Bauweise errichtet. Es liegt rund zwei Kilometer unterhalb der Talsperre im Linachtal. Das über die Fallrohrleitung kommende Wasser wird auf die Turbinen im Krafthaus geleitet.
Die Erstausrüstung bestand aus zwei 340 PS starken Francis-Spiral-Turbinen und einer Freistrahlturbine mit 60 PS zur Stromerzeugung. In den 1940er Jahren wurden die Originalturbinen ausgetauscht. Die dabei installierten Turbinen, drei Francis-Spiral-Turbinen, sind heute noch funktionstüchtig und werden mit dem seit 1998 errichteten Ausleitungskraftwerk zur Stromgewinnung genutzt.
Derzeit arbeiten noch die drei Francis-Turbinen aus den Jahren 1937, 1940 und 1942. Die beiden größeren Maschinen leisten jeweils 172 Kilowatt, die kleinere 90 Kilowatt.
Der erzeugte Strom wurde ursprünglich über ein heute nicht mehr genutztes Übergabehaus ins Stromnetz eingespeist.

Das Kraftwerkshaus der Linachtalsperre im Winter 2003
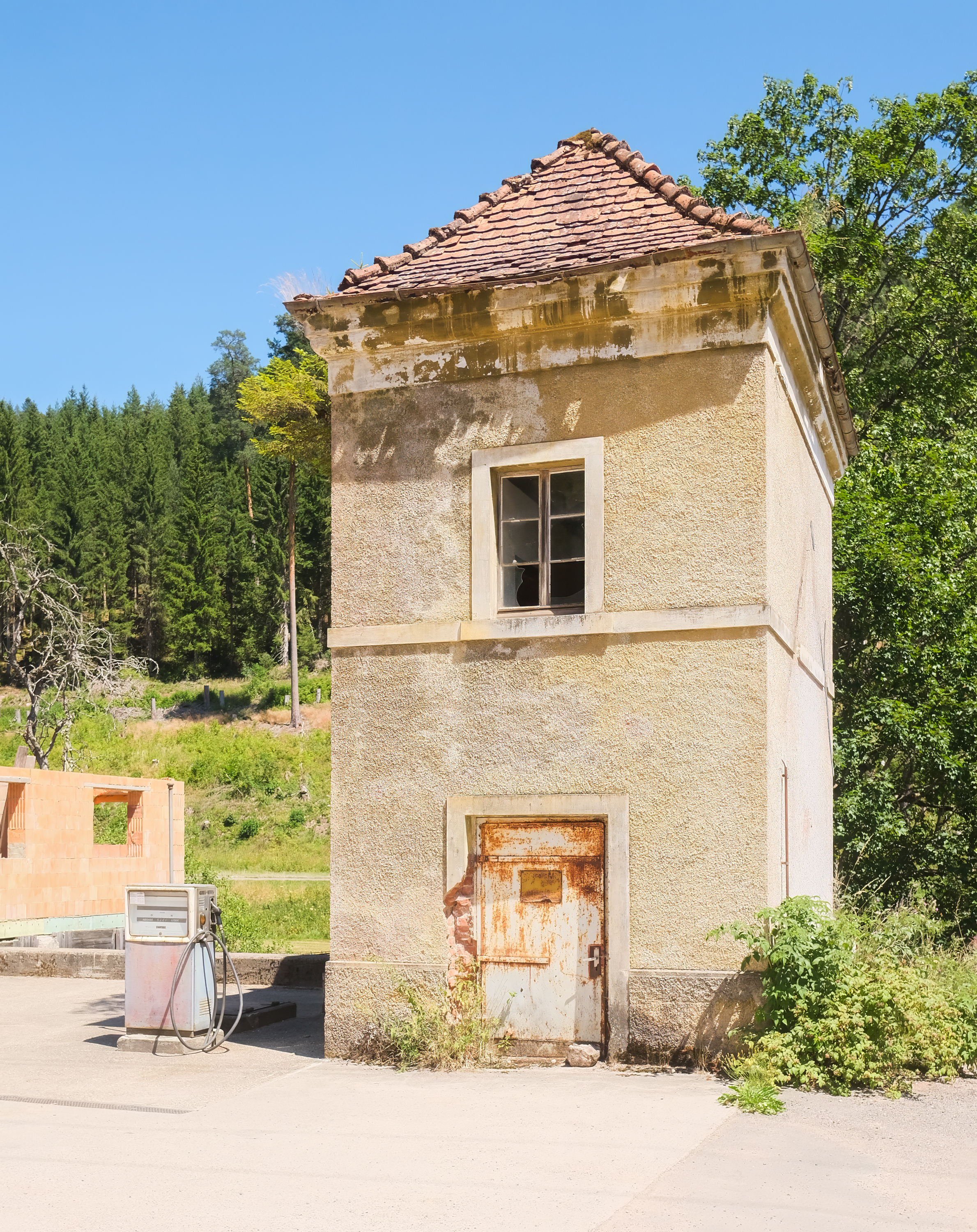
Früheres Übergabehaus

## Sanierung
Auf Initiative von Bürgern aus der Region wurde das Kraftwerk in den 1990er-Jahren reaktiviert. Seit 1998 wird mit einem Ausleitungskraftwerk über die Turbinen wieder Strom erzeugt. Seit 1999 kümmert sich ein Förderverein darum, die Staumauer wieder in einen betriebssicheren Zustand zu bringen. An der Finanzierung beteiligen sich eine Reihe von öffentlichen Stellen und Stiftungen.
Die wasserrechtliche Genehmigung für den Wiederaufstau wurde vom Regierungspräsidium Freiburg im März 2005 erteilt. In den Jahren 2006 und 2007 wurde die Staumauer komplett saniert. Auf der Luftseite wurde der Beton aufwendig saniert, wobei die Schadstellen mit Wasserstrahltechnik abgestrahlt und mit speziellem Spritzbeton repariert wurden. Die Wasserseite wurde mit einer Geomembranabdichtung beschichtet und damit dauerhaft abgedichtet. Am 16. März 2007 begann der Probestau. Im Herbst 2007 wurde der Vollstau erreicht. Das Kraftwerk wurde an die geänderten Bedingungen des Vollstaus angepasst und am 15. Dezember 2007 konnte es mit einem „Lichtfest“ wieder offiziell in Betrieb genommen werden. In Zukunft soll das „Erneuerbare Energien“-Kraftwerk jährlich 1,2 Millionen Kilowattstunden ins Stromnetz einspeisen. Am 25. Juni 2008 wurde die Genehmigung zum regulären Aufstauen erteilt, somit läuft seit diesem Zeitpunkt das Kraftwerk im Normalbetrieb.

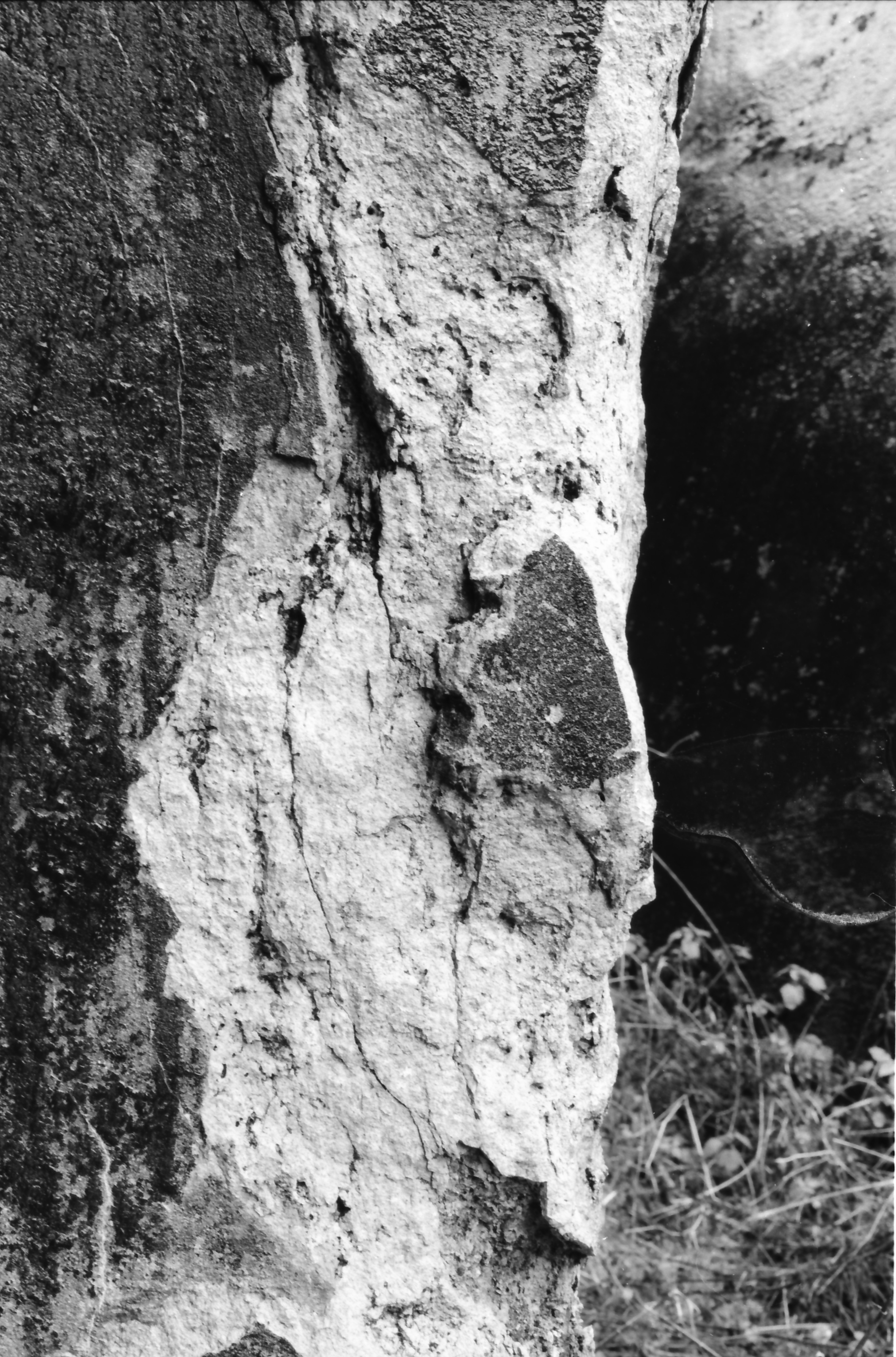
Betonschäden an der Dammkrone, zwischen 1994 und 1996
Linachtalsperre von der Talseite aus gesehen, ohne Stauseebefüllung 1991
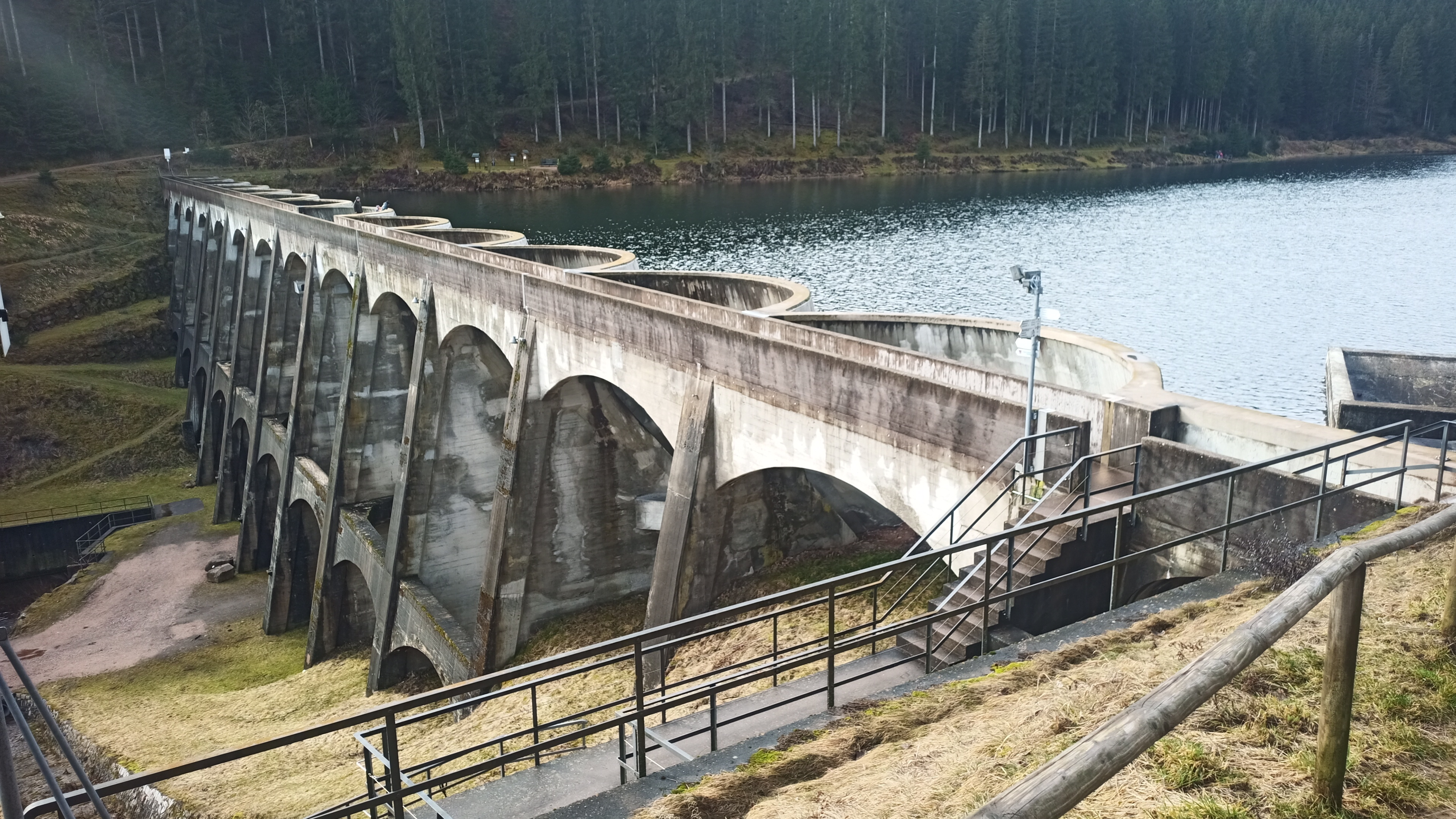
Linachtalsperre von der Talseite aus gesehen 2024
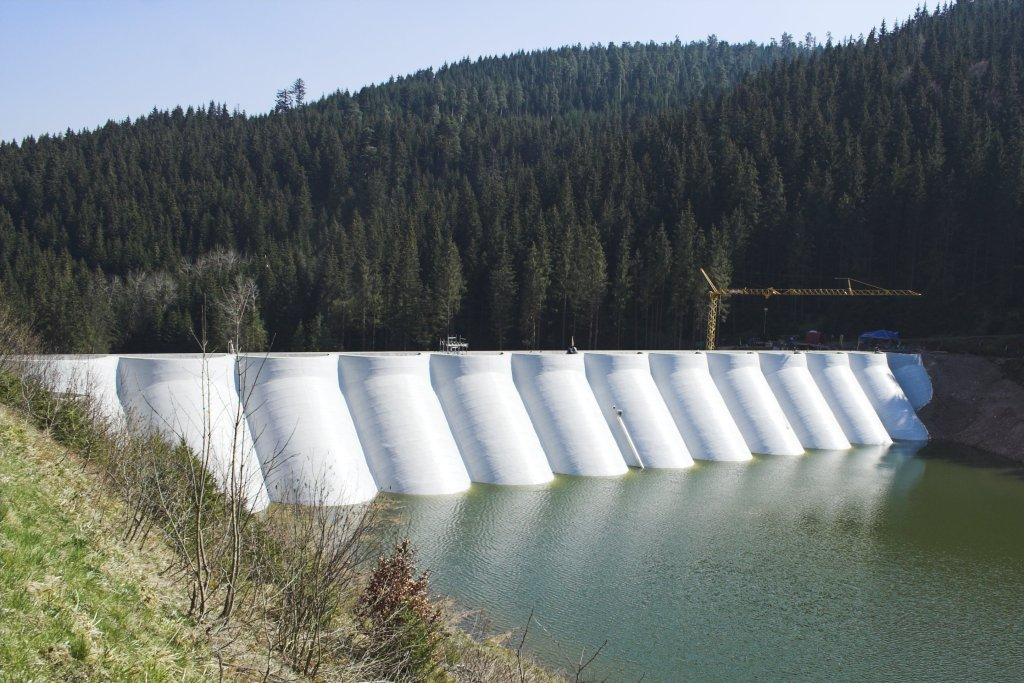
Linachtalsperre während der ersten Aufstauung nach der Sanierung

## Nutzung und Veranstaltungen

### Tourismus
Die Stadt Vöhrenbach erhofft sich von dem Stausee, für Touristen attraktiver zu werden. Die Staumauer ist seit der Sanierung wieder begehbar. Rund um den Stausee wurde ein Pfad angelegt, der zugleich ein Wasserkraft-Lehrpfad ist. Auf diesem Weg lassen sich viele Pflanzen leicht beobachten, da sie in Kopfhöhe an der Böschung wachsen und der Besucher sowohl durch trockenwarme Biotope am Nordufer wie auch durch feuchte am Südufer geführt wird. Das Kraftwerksgebäude ist als Museum zugänglich.

### Sport
Seit 2010 findet in Vöhrenbach der „Stauseelauf“ statt, ein Langstreckenlauf über 11,5 Kilometer. Start und Ziel sind in Vöhrenbach, die Strecke führt unter anderem über die Mauerkrone des Stausees. Dort wird zusätzlich zum regulären Laufsieger der „Mauerkönig“ gekürt, also der erste Läufer auf der Staumauer. Auch die über 120 Kilometer lange, in Furtwangen beginnende Strecke des Schwarzwald-Bike-Marathons für Mountainbike-Fahrer führt über die Mauerkrone der Talsperre.

### Freilichttheater
Schon vor den Sanierungsarbeiten in den Jahren 2006 und 2007 kam bei der Laienspielgruppe Linach der Gedanke an regelmäßige Freilichttheater-Aufführungen am Fuße der Linachtalsperre auf. Seit 2008 gehört die Laienspielgruppe Linach zum Harmonikaverein „Wälderbuebe" Linach e.V.“. Unter dessen Regie fanden regelmäßig Aufführungen unterhalb der Staumauer statt.

### De Linacher Stausee
Im Sommer 2008 wurde unterhalb der Staumauer das Stück De Linacher Stausee von Bernhard Dorer aufgeführt, das vom Bau der Linachtalsperre in den 1920er Jahren handelt. Zu den sechs Aufführungen kamen etwa 5000 Besucher. Für diese Veranstaltung wurde unterhalb der Staumauer eine Naturtribüne für knapp über 1000 Zuschauer angelegt. 2011 feierte die Laienspielgruppe Linach ihr 100-jähriges Bestehen. Aus diesem Anlass wurde das Stauseetheater nochmals aufgeführt. Zu fünf Aufführungen kamen 3000 Besucher.
Das Stück spielt in den 1920er-Jahren und erzählt die Geschichte der frei erfundenen Familie von Leopold Läufer. Diese wohnt im Dotter-Kathrin-Hisle während der Zeit des Baus der Linacher Talsperre. Die Familie wird hart vom Entschluss der Gemeinde Vöhrenbach zum Bau der Staumauer getroffen, die zur Beseitigung des notorischen Strommangels und zur Sicherung des industriellen Wachstums errichtet werden soll, denn ihr Haus wird dem Stausee weichen müssen.
Bernhard Dorer schildert im Stück „De Linacher Stausee“ die harten Lebensbedingungen nach dem Ersten Weltkrieg. Die ureigenen Schwarzwälder Eigenarten, um damit umzugehen, werden humorvoll und treffend dargestellt. Gespielt wird das Freilichttheaterstück von der Laienspielgruppe Linach. Regisseur der Laienspielgruppe ist Florian Klausmann. Insgesamt hat das Theaterstück 30 Sprechrollen, mit dabei sind auch der Männergesangverein Linach mit 25 Sängern sowie 30 Statisten.

### Bure zum Verkaufe
2016 wurde das Stück „Bure zum Verkaufe“ von Markus Köbeli aufgeführt. Es kamen 4000 Zuschauer zu den fünf Aufführungen.

### Des hets früher it gäi
2022 wurde das Stück „Des hets früher it gäi“ von Florian Klausmann und Armin Dorer aufgeführt. Das Theaterstück spielte auf dem ehemaligen Gfellhof, der früher unterhalb der Linachtalsperre stand, und handelte vom familiären Leben heute im Vergleich zu den 1980er Jahren. Es fanden 5 offizielle Veranstaltungen statt, die alle bis auf den letzten Platz ausverkauft waren. Kurzerhand entschlossen sich die Veranstalter zu einer weiteren Benefizveranstaltung. Die Eintrittsgelder dieses Abends waren zu Gunsten des Fördervereins Linachtalsperre e. V., der Bruderhaus Diakonie Fischerhof in Hammereisenbach und des Fördervereins der Bregtalschule in Furtwangen. Auch diese Veranstaltung war restlos ausverkauft. Insgesamt kamen zu 6 Aufführungen 5300 Besucher.

### Reservoir Festival
Das 2019 gegründete Reservoir-Festival stellt mit Klang- und Medienkunst eine Verbindung zum Bauwerk der Talsperre her. Das Festival wird vom Verein Reservoir e. V. in Zusammenarbeit mit dem Kunstverein Global Forest e.V. und der Hochschule Furtwangen ausgetragen – mit einer Förderung des Musikfonds und der Beauftragten der Bundesregierung für Kunst und Medien. Die Beiträge von Karen Geyer wurden von der Schweizer Kulturstiftung Pro Helvetia unterstützt. Das Festival sowie der Verein werden von Norbert Schnell vertreten.
Am 5. August 2023 fand die zweite Ausgabe des Festivals mit zahlreichen international anerkannten und regionalen Künstlern statt, darunter Felix Kubin, Josephin Böttger, Karen Geyer, Sascha Brosamer, die Alphornbläser Schönwald, Peter Böhm, Timo Dufner, Ypsmael, Pascal Dinser (aka Zirbinsky), Roland Sproll und Joachim Goßmann.

### Katastrophenschutzübung 2022
Am 15. Oktober 2022 wurde eine große Katastrophenschutzübung des Regierungspräsidiums Freiburg rund um die Linachtalsperre durchgeführt. Es beteiligten sich 250 Ehrenamtliche und Hauptberufliche an der gemeinsamen Übung der vier Landkreise Breisgau-Hochschwarzwald, Waldshut, Konstanz und Schwarzwald-Baar. Es wurde ein akuter Wassermangel im Linachtal angenommen, bei dem das Vieh der Landwirte zu verdursten drohte. Zudem wurde eine Explosion bei einer Großveranstaltung mit zahlreichen Verletzten unterhalb der Staumauer simuliert.

### Weihnachtsmarkt
Am 24. und 25. November 2023 fand der 1. Weihnachtsmarkt statt.